# Hubertusbrunnen

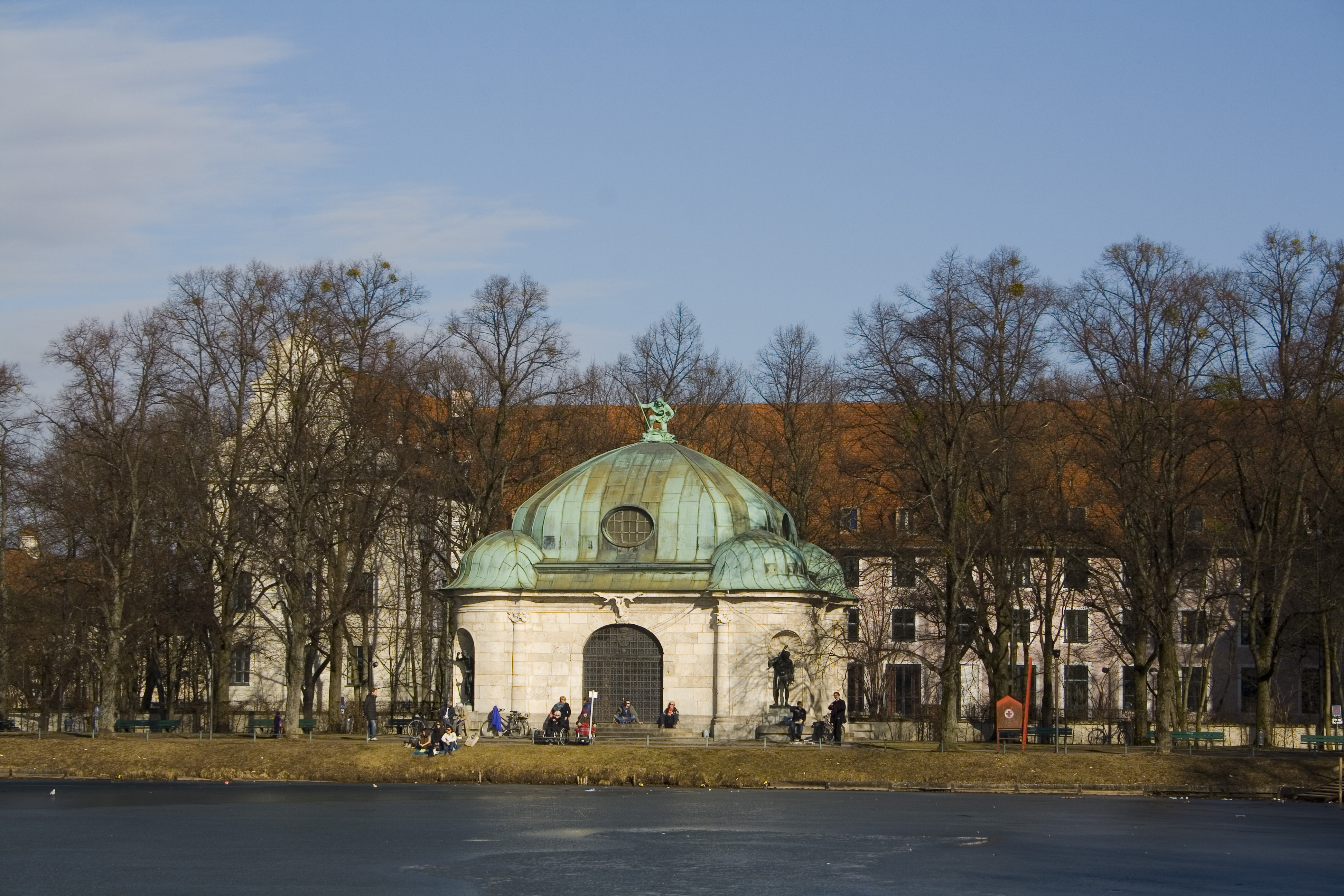
Hubertusbrunnen.

Hubertusbrunnen es un sistema de fuentes situado en el oeste de Múnich. Se encuentra en el extremo oriental del canal de Nymphenburg, al norte del parque Grünwaldpark. La fuente fue construida entre 1903 y 1907 según un diseño de Adolf von Hildebrand en cooperación con Carl Sattler como un templo cubierto. 
Dentro del edificio se encuentra la fuente y la estatua de un ciervo. Una estatua de San Huberto de Lieja se encuentra sobre el tejado del edificio. Según la leyenda de Hubert, el ciervo del edificio de la fuente lleva una cruz entre las cornamentas. 
La ubicación original de la fuente era la plaza frente al Museo Nacional Bávaro en Prinzregentenstrasse. En 1921 se agregaron las figuras en los nichos del edificio. El edificio se retiró de su ubicación inicial en 1937 para reconstruirse en 1954 en su emplazamiento actual.

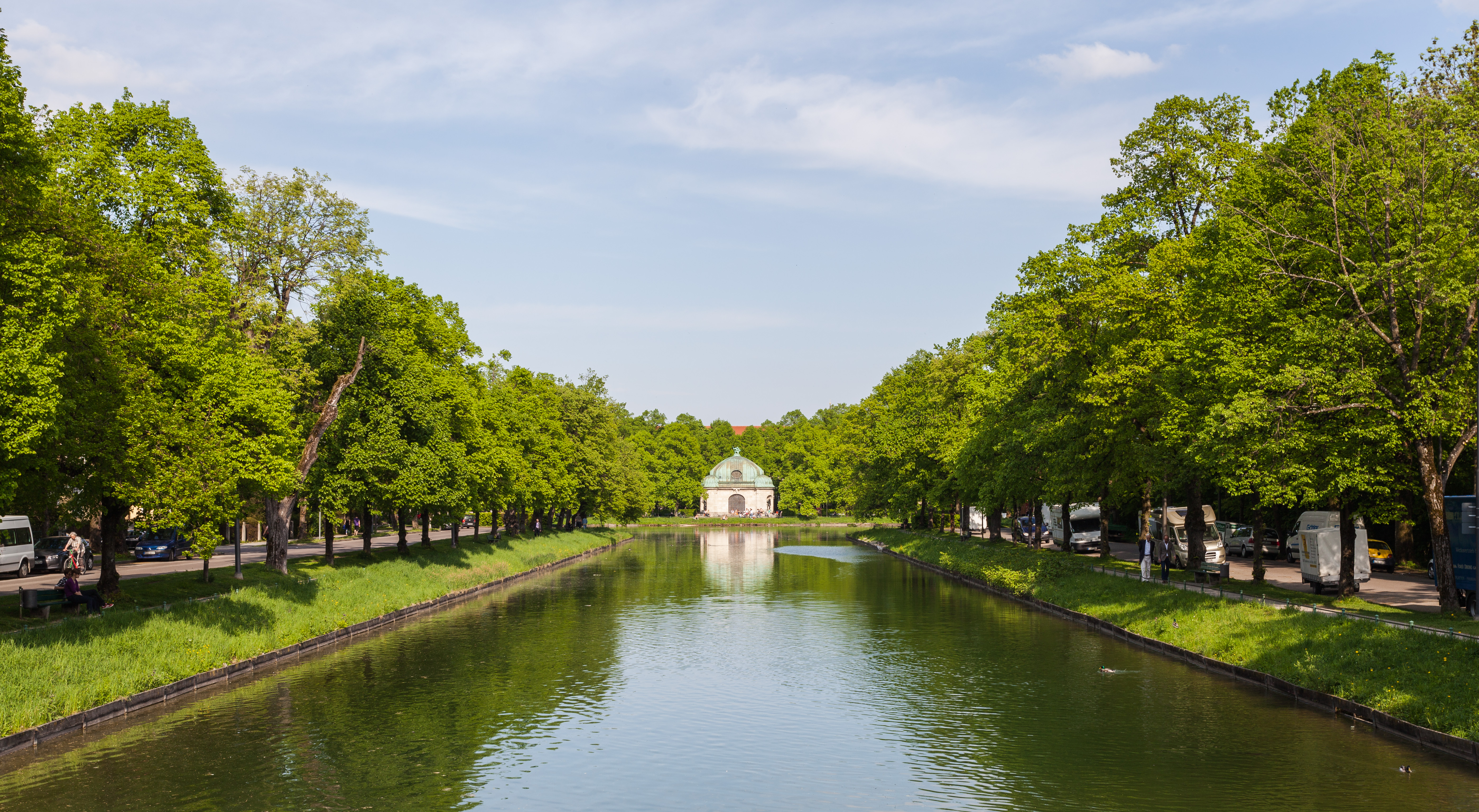
Vista desde un puente sobre el canal de Nymphenburg.
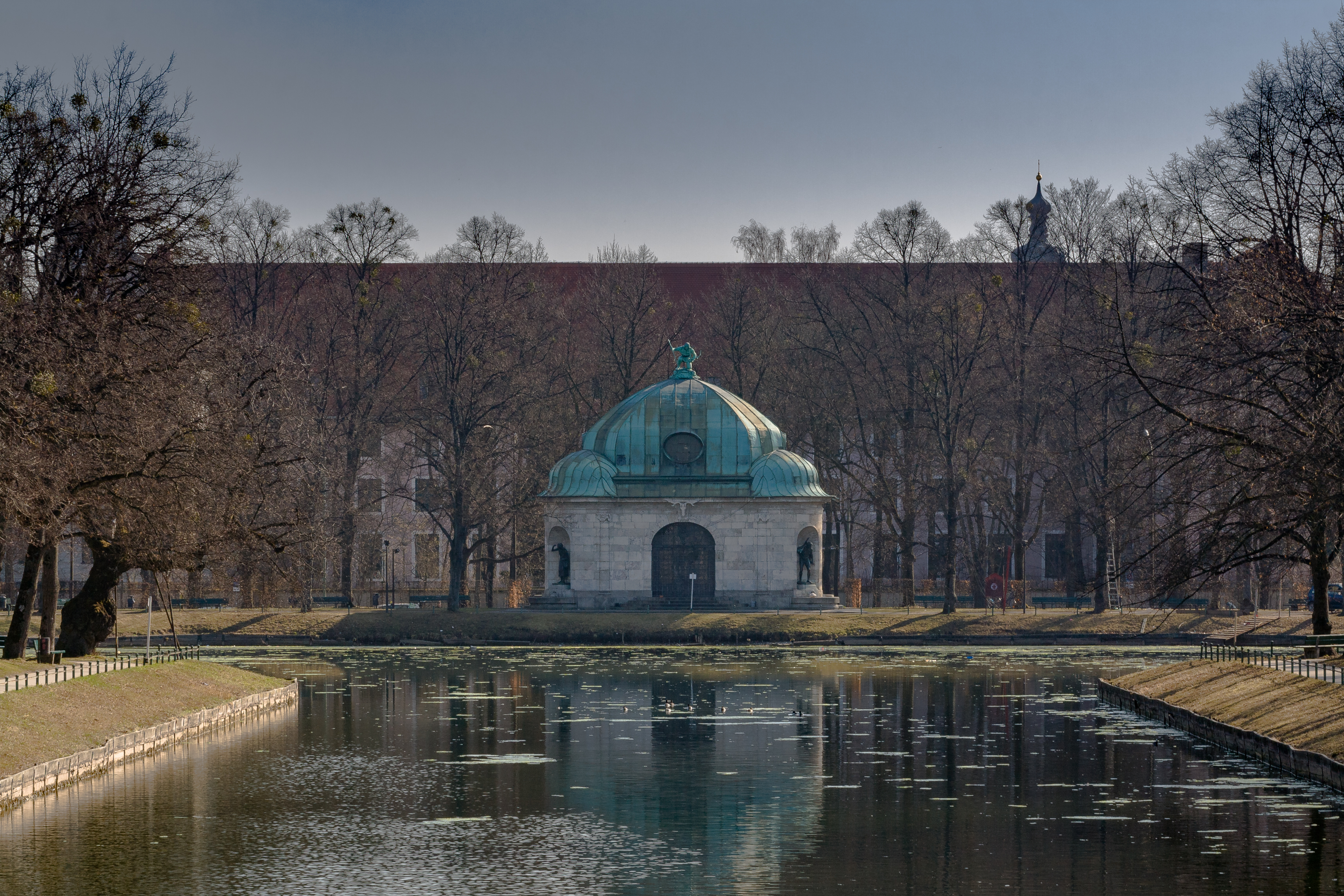
Vista exterior.
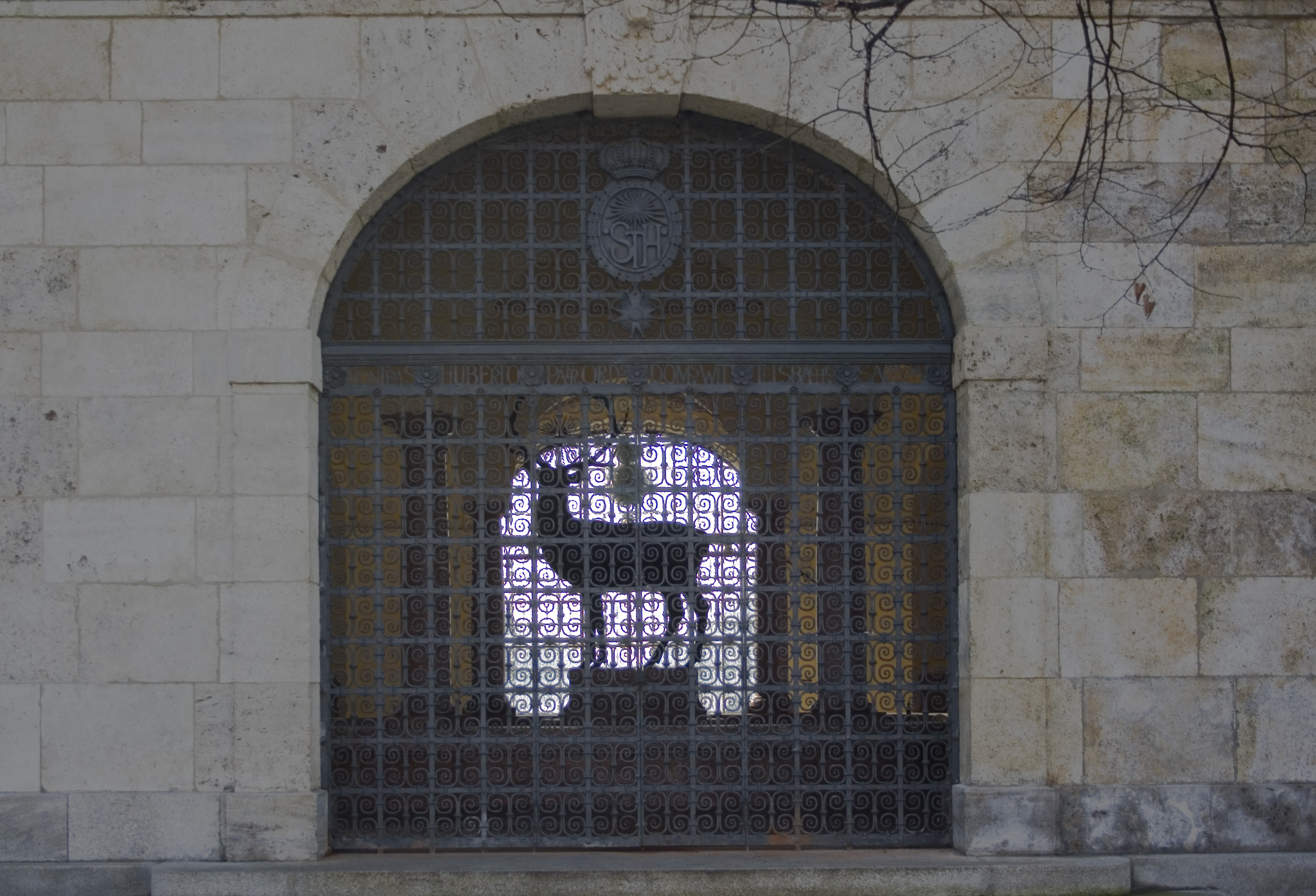
Vista interior.
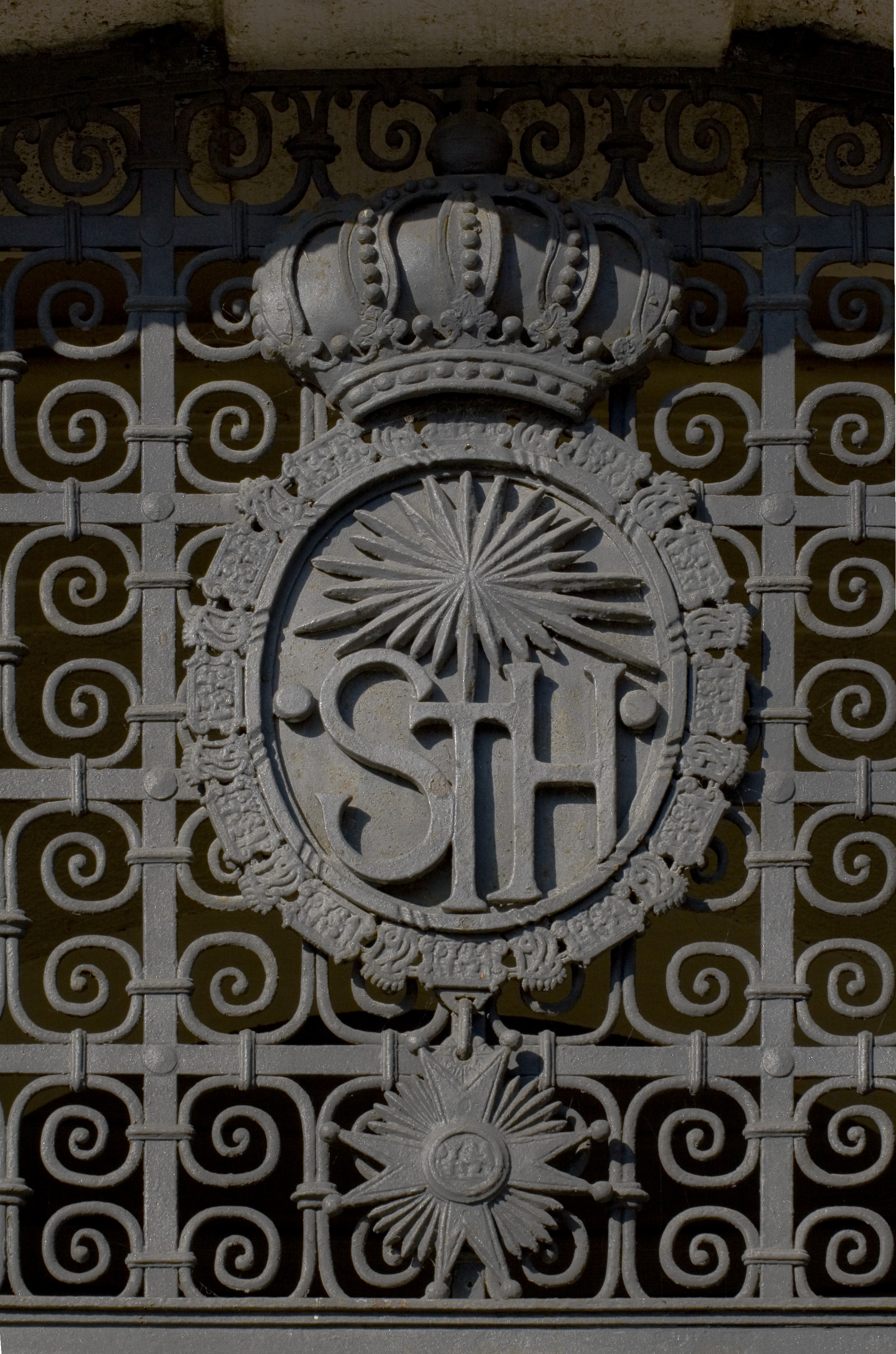
Escudo en el edificio.
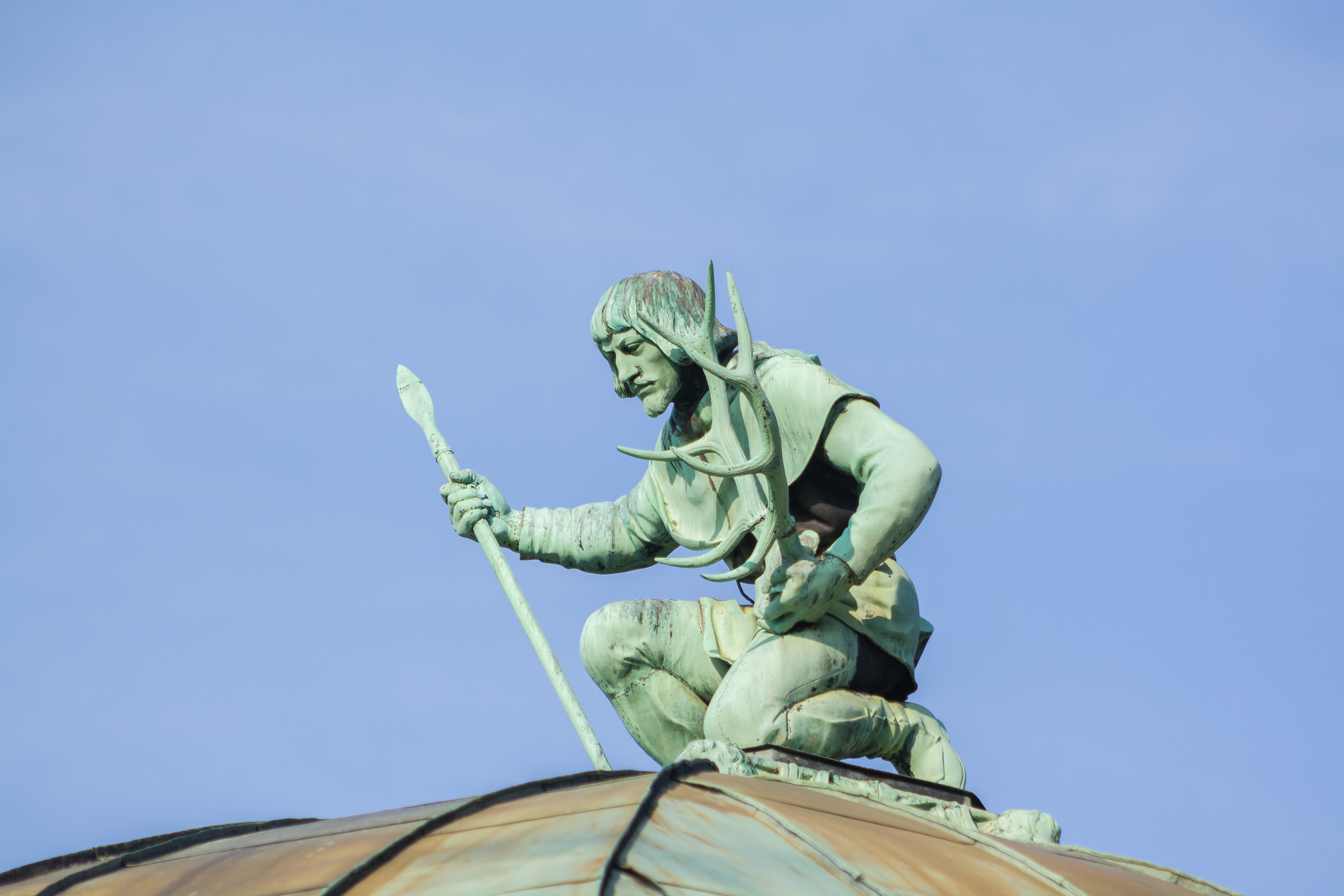
Estatua de Hubertus en el techo.